# Formica californica
Formica californica é uma espécie de formiga do gênero Formica, pertencente à subfamília Formicinae.